# 上马恩省公路网

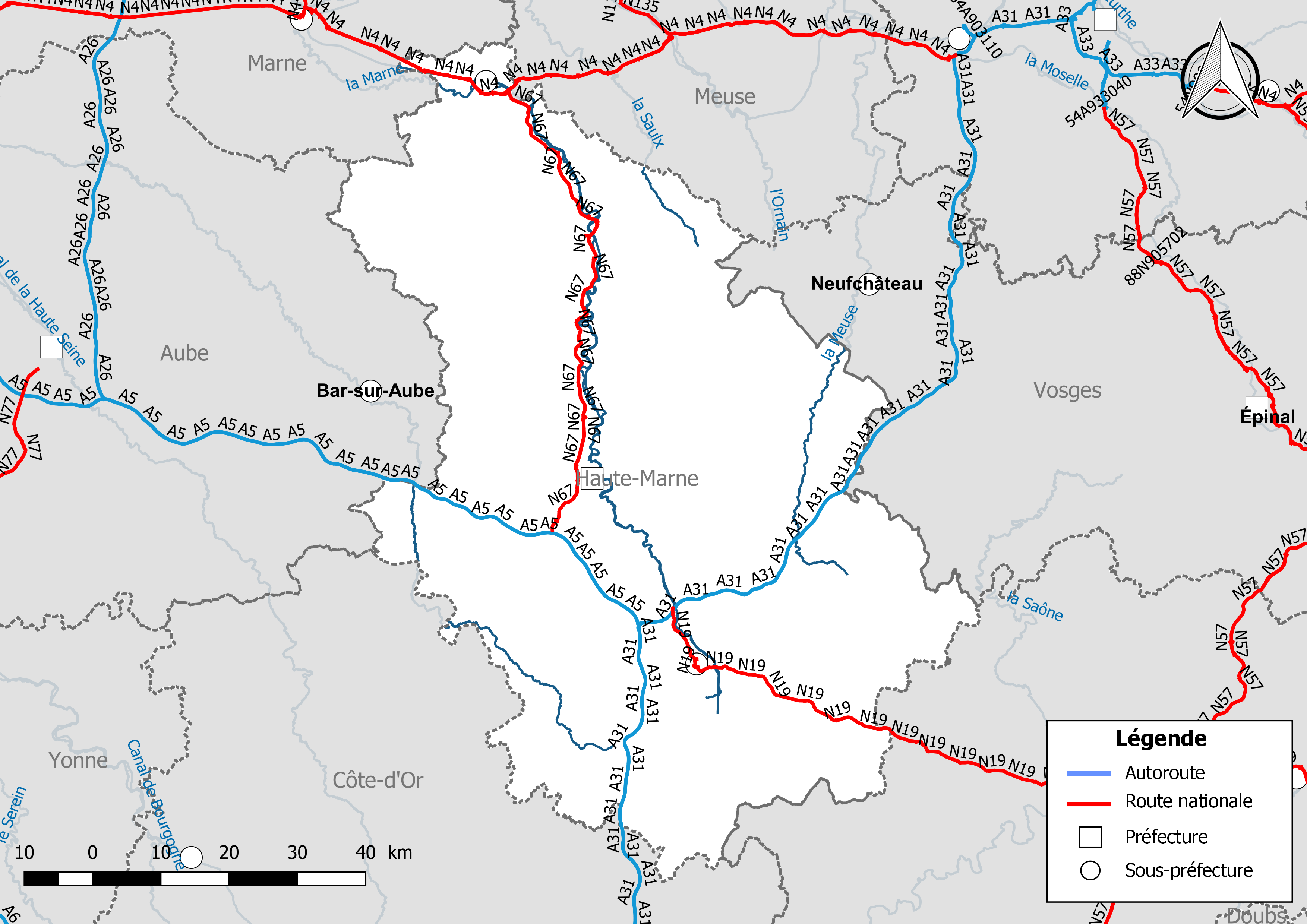
上马恩省公路网

上马恩省公路网是法国上马恩省境内公路设施的统称。截止2020年9月，上马恩省境内共有高速公路115公里，国道136公里，省道3893公里以及其它公路2746公里。

## 历史
上马恩省的第一条公路出现于18世纪末，最初仅供马车行驶，工业革命后开始出现机动车辆。1930年，上马恩省境内的公路系统进行了统一编号。1972年和2006年，法国的国道系统两次大规模拆分，其中上马恩省境内的法国国道N29线、N74线等均改为省道，并重新编号。
|          | 2002 | 2003 | 2004 | 2005 | 2006 | 2007 | 2008 | 2009 | 2010 | 2011 | 2012 | 2013 | 2014 | 2015 | 2016 | 2017 |
| -------- | ---- | ---- | ---- | ---- | ---- | ---- | ---- | ---- | ---- | ---- | ---- | ---- | ---- | ---- | ---- | ---- |
| 高速公路 | 114  | 114  | 115  | 114  | 114  | 115  | 115  | 115  | 115  | 115  | 115  | 115  | 115  | 115  | 115  | 115  |
| 国道     | 259  | 258  | 259  | 133  | 144  | 134  | 134  | 134  | 134  | 134  | 136  | 136  | 136  | 136  | 136  | 136  |
| 省道     | 3734 | 3734 | 3734 | 3733 | 3859 | 3861 | 3861 | 3861 | 3861 | 3861 | 3893 | 3894 | 3894 | 3894 | 3893 | 3893 |
| 其它道路 | 2534 | 2539 | 2539 | 2553 | 2556 | 2573 | 2573 | 2580 | 2593 | 2593 | 2695 | 2710 | 2710 | 2739 | 2746 | 2746 |
| 总计     | 6641 | 6645 | 6647 | 6533 | 6673 | 6683 | 6683 | 6690 | 6703 | 6703 | 6839 | 6855 | 6855 | 6884 | 6890 | 6890 |

## 路网

### 高速公路
- 法国A5号高速公路（上马恩省境内全长约42公里，共设有1个出入口和1个互通式立交桥）
- 法国A31号高速公路（上马恩省境内全长约73公里，共设有3个出入口和1个互通式立交桥）

### 国道
- 法国国道4线（法语：Route nationale 4 (France)）（上马恩省境内全长约18公里）
- 法国国道19线（法语：Route nationale 19 (France)）（上马恩省境内全长约76.6公里）
- 法国国道67线（法语：Route nationale 67 (France)）（上马恩省境内全长约41.8公里）

### 省道
| 上马恩省省道列表 |             |                        | |                      |
| 编号             | 长度 （km） | 起点 连接线            | 主要途径市镇（斜体字表示该道路距离该市镇政府所在地最近距离超过1公里） | 终点 连接线          |
| D2 （北段）      | 22.7        | 瓦尔库尔 D384          | 瓦尔库尔 ↔ 安贝库尔 ↔ 卢沃蒙 ↔ 阿唐库尔 ↔ 瓦西 ↔ 布鲁斯瓦勒 ↔ 布莱斯河畔沃 ↔ 拉什库尔-叙泽蒙 ↔ 小杜勒旺 ↔ 布莱苏瓦城 ↔ 多马坦勒弗朗 | 多马坦勒弗朗 N60     |
| D2 （南段）      | 22.4        | 杜勒旺堡 D60           | 杜勒旺堡 ↔ 阿尔南库尔 ↔ 布莱斯河畔锡雷 ↔ 布藏库尔 ↔ 达扬库尔/布莱斯河畔甘德尔库尔 ↔ 科龙贝双教堂镇 | 科龙贝双教堂镇 N619  |
| D3               | 34.1        | 奥尔穆瓦/当瑟瓦尔 D145 | 奥尔穆瓦/当瑟瓦尔 ↔ 库普赖 ↔ 库尔莱韦克 ↔ 巴鲁瓦地区阿尔克 ↔ 比尼耶尔 ↔ 泰尔纳/马拉克/奥尔芒塞 ↔ 博舍曼 ↔ 朗格勒附近圣马丁 ↔ 于姆-约尔克奈 | 于姆-约尔克奈 N19    |
| D60              | 53.5        | （奥布省） D960        | 特雷米伊 ↔ 尼利 ↔ 布吕默赖 ↔ 杜勒旺堡 ↔ 布里孔 ↔ 多马坦勒圣佩尔 ↔ 布莱斯河畔库尔塞勒 ↔ 多马坦勒弗朗 ↔ 莫朗库尔 ↔ 马通 ↔ 诺梅库尔 ↔ 茹安维尔 ↔ 茹安维尔附近托南斯 ↔ 托南斯附近蒙特勒伊 ↔ 安古兰库尔 ↔ 庞塞 ↔ 索德龙                                                                                    | （默兹省） D960      |
| D65              | 31.7        | 肖蒙 梯也尔大街        | 肖蒙 ↔ 维利耶勒塞克 ↔ 维利耶附近布西耶尔 ↔ 瑟穆捷-蒙萨翁 ↔ 布里孔 ↔ 奥尔日 ↔ 沙托维兰 ↔ 拉特尔塞-奥布河畔奥尔穆瓦 ↔ 当瑟瓦尔 | （科多尔省） D965    |
| D74              | 57.4        | 朗格勒 N19             | 朗格勒 ↔ 朗格勒附近尚皮尼/佩涅 ↔ 巴讷 ↔ 讷伊莱韦克 ↔ 弗雷库尔 ↔ 博讷库尔 ↔ 默兹谷镇 ↔ 巴西尼地区伊斯/朗日库尔 ↔ 努瓦耶 ↔ 达耶库尔 ↔ 克莱夫蒙 ↔ 欧德隆库尔 ↔ 迈松塞勒 ↔ 夫龙库尔山岭镇/勒韦库尔 ↔ 于利耶库尔 ↔ 默兹河畔罗曼 ↔ 圣玛丽堡 ↔ 伊卢 ↔ 圣蒂耶博 ↔ 默兹河与穆宗河之间布尔蒙 ↔ 阿雷维尔莱尚特尔 | （孚日省） D74       |
| D145             | 10          | 奥布河畔朗蒂 D396      | 奥布河畔朗蒂 ↔ 拉特尔塞-奥布河畔奥尔穆瓦 ↔ 沙托维兰 | 奥尔穆瓦/当瑟瓦尔 D3 |
| D384             | 37.9        | 圣迪济耶 南锡公路      | 圣迪济耶 ↔ 瓦尔库尔 ↔ 埃克拉龙-布罗库尔-圣利维耶尔/安贝库尔 ↔ 弗朗帕 ↔ 普朗吕 ↔ 代尔湖门镇 ↔ 塞丰 ↔ 巴西尼地区伊斯/朗日库尔 ↔ 努瓦耶 ↔ 达耶库尔 ↔ 克莱夫蒙 ↔ 欧德隆库尔 ↔ 迈松塞勒 ↔ 夫龙库尔山岭镇/勒韦库尔 ↔ 于利耶库尔 ↔ 里沃代尔瓦斯                                                              | （奥布省） D384      |
| D396             | 11.7        | （奥布省） D396        | 奥布河畔拉菲尔泰 ↔ 锡尔瓦鲁夫尔 ↔ 丹特维尔/奥布河畔朗蒂 | （科多尔省） D996    |
| D417             | 60.4        | 肖蒙 D674              | 肖蒙 ↔ 沙马朗德-舒瓦涅 ↔ 拉维尔欧布瓦 ↔ 比耶勒 ↔ 芒德尔山岭镇 ↔ 诺让 ↔ 巴西尼地区伊斯 ↔ 默兹谷镇 ↔ 默兹河畔达马坦 ↔ 默兹河畔拉沙特莱 ↔ 波旁莱班 ↔ 阿庞斯河畔弗雷讷 ↔ 昂丰韦勒 | （孚日省） D417      |
| D619             | 54.9        | （奥布省） D619        | 科龙贝双教堂镇 ↔ 布莱西地区拉沙佩勒 ↔ 瑞泽讷库尔 ↔ 布莱西 ↔ 日扬库尔 ↔ 厄菲涅 ↔ 容谢里 ↔ 肖蒙 ↔ 沙马朗德-舒瓦涅 ↔ 韦尔比耶勒 ↔ 马恩河畔吕济 ↔ 富兰 ↔ 马恩河畔马尔奈 ↔ 马恩河畔沃赛涅 ↔ 蒂韦 ↔ 罗朗蓬                                                                                                  | 罗朗蓬 N19           |
| D635             | 8.6         | 圣迪济耶 N4            | 圣迪济耶 ↔ 贝唐库尔拉费雷 ↔ 尚瑟奈 | （默兹省） D635      |
| D674             | 42          | 肖蒙 D619              | 肖蒙 ↔ 特雷 ↔ 达尔马讷 ↔ 马雷耶 ↔ 马雷耶附近锡雷/尚特赖讷 ↔ 昂德洛-布朗什维尔 ↔ 里莫库尔 ↔ 马努瓦 ↔ 圣布兰 ↔ 沃赛涅苏拉福什 ↔ 普雷苏拉福什 ↔ 小利福勒 | （孚日省） D674      |
| 1. 2. 3.         |             |                        | |                      |